# Солорсано
Солорсано (ісп. Solórzano) — муніципалітет в Іспанії, у складі автономної спільноти Кантабрія. Населення — 1053 осіб (2009).
Муніципалітет розташований на відстані близько 330 км на північ від Мадрида, 19 км на південний схід від Сантандера.
На території муніципалітету розташовані такі населені пункти: Ла-Кольяда, Фреснедо, Гарсон, Регольфо, Ріаньйо, Ріоластрас, Солорсано (адміністративний центр).

## Демографія
Динаміка населення (INE ):

## Галерея зображень

Розташування муніципалітету